# Kalman Kahana
Kalman Kahana (en hebreo: קלמן כהנא‎), (Brody, Ucrania, 31 de mayo de 1910 - 20 de agosto de 1991) fue un político y periodista israelí de larga trayectoria y signatario de la Declaración de Independencia de Israel. Era hermano de Yitzhak Kahan, expresidente de la Corte Suprema de Israel.

## Biografía
Kalman nació en Galitzia, un área del Imperio Austro-Húngaro (actualmente Ucrania). Estudió Filosofía, Lenguas Semíticas, Historia y Pedagogía en la Universidad de Berlín y en la Universidad de Würzburg, y finalmente obtuvo un doctorado en Filosofía. Se graduó como rabino del Seminario Rabínico Hildesheimer de Berlín, y también fue jefe de la Organización de Estudiantes Haredi en la ciudad, además de ser miembro de Young Aguda.
Kalman emigró a Eretz Israel en 1938, instalándose en el kibutz Hafetz Haim. Después de emigrar, se convirtió en editor del periódico Sha'arim.

## Carrera política
Poco después de llegar a Eretz Israel, Kahana se involucró en la política, uniéndose a la secretaría del Comité Ejecutivo de Poalei Agudat Yisrael y al comité central de la organización internacional. Finalmente, se convirtió en presidente de la federación.
Su puesto como jefe del sindicato de trabajadores ultraortodoxos más grande significó que se convirtió en miembro del Consejo de Estado Provisional y fue una de las personas que firmó la Declaración de Independencia de Israel.
Kahana fue elegido para la primera Knesset como miembro del Frente Religioso Unido, una alianza de Agudat Yisrael, el ala política de Poalei Agudat Yisrael, Mizrachi y Hapoel HaMizrachi.
Para las elecciones de 1951, Poalei Agudat Yisrael se presentó como partido independiente, ganando dos escaños. Kahana encabezó la facción en la Knesset y fue nombrado Viceministro de Educación y Cultura cuando el partido se unió al gobierno de coalición de David Ben-Gurion. El partido participó en la caída del tercer gobierno cuando no estuvo de acuerdo con Ben-Gurion sobre la necesidad de fortalecer la educación religiosa. A pesar de no ser socio de coalición en los gobiernos cuarto, quinto y sexto, Kahana retuvo su cargo de Viceministro.
Antes de las elecciones de 1955, Poalei Agudat Yisrael se fusionó con Agudat Yisrael para formar el Frente Religioso de la Torá. Kahana fue elegido miembro de la Knesset en la nueva lista. Los partidos también se presentaron juntos en las elecciones de 1959, pero se separaron durante la sesión de la Knesset.
Poalei Agudat Yisrael se postuló de forma independiente en las elecciones de 1961, 1965 y 1969, y Kahana retuvo su escaño como líder del partido cada vez. También recuperó su cargo de Viceministro de Educación y Cultura tras las elecciones de 1961 y 1965.
El Frente Religioso de la Torá se reformó antes de las elecciones de 1973, con Kahana ganando las elecciones en su lista, pero se dividió nuevamente durante la sesión. Poalei Agudat Yisrael ganó solo un escaño en las elecciones de 1977 y entró solo en la Knesset.
Sin embargo, el partido no logró cruzar el umbral electoral en las elecciones de 1981 y Kahana perdió su escaño en la Knesset. Se retiró de la política y murió diez años después.